# سكوت مايكل فوستر
سكوت مايكل فوستر (بالإنجليزية: Scott Michael Foster)‏ مواليد 4 مارس 1985 في وينفيلد، الولايات المتحدة، هو ممثل أمريكي بدأ مسيرته الفنية سنة 2005.

## الأعمال

### مسلسلات
- كان ياما كان (2014)
- حبيبة سابقة مجنونة (2017)

## روابط خارجية
- سكوت مايكل فوستر على موقع IMDb (الإنجليزية)
- سكوت مايكل فوستر على موقع ألو سيني (الفرنسية)
- سكوت مايكل فوستر على موقع ميوزك برينز (الإنجليزية)
- سكوت مايكل فوستر على موقع تيرنر كلاسيك موفيز (الإنجليزية)
- سكوت مايكل فوستر على موقع أول موفي (الإنجليزية)
- سكوت مايكل فوستر على موقع ديسكوغز (الإنجليزية)
- سكوت مايكل فوستر على موقع قاعدة بيانات الفيلم (الإنجليزية)
- سكوت مايكل فوستر على موقع كينوبويسك (الروسية)